# Burg Marienburg (Lettland)
Die Ruine der Marienburg (lettisch Alūksnes viduslaiku pils) befindet sich auf der Marieninsel (Pilssala) im Alūksne-See (Alūksne-ezers) bei Alūksne in Nordost-Lettland. In der Ruine befindet sich eine Freilichtbühne.

## Geschichte
Die Burg wurde im Jahr 1342 unter Landmeister Burkhard von Dreileben gegründet und bildete ein Glied in
der Befestigung der Ostgrenze, zu welchem Zweck auch die benachbarte Burg Neuhaus angelegt wurde. Marienburg wurde Komturei des Ordens anstelle von Adsel, nachdem Komtur Gerlach von Haren mit dem Bau eines Steingebäudes der Burg begonnen hatte.
Im Livländischen Krieg fiel die Burg ohne Widerstand an die Russen. Später war die Burg in Besitz von Schweden und Polen. Nachdem der Krieg im Jahr 1582 mit dem Vertrag von Jam Zapolski zu Ende gegangen war, kam die Burg zu Polen-Litauen als Teil der Woiwodschaft Wenden.
Später wurde die Region Teil von Schwedisch-Livland und die Burg wurde gründlich verstärkt. Im Großen Nordischen Krieg wurde die Burg von russischen Truppen unter der Führung des Grafen Scheremetew belagert. Während des Krieges war auch die spätere Kaiserin Katharina I. auf der Burg in Gefangenschaft. Nach zehntägiger Belagerung sprengten die Schweden die Burg und russische Truppen verwüsteten sie. Die Burg wurde nicht mehr wiederhergestellt und verfiel.

## Burgbeschreibung
Vom aus Ziegel erbauten Konventshaus sind Grundmauern erhalten, von den Außenmauern aus Feldsteinen stehen noch größere Mauern. Die Burginsel war durch eine 120 Meter lange Hebebrücke mit dem Festland verbunden. Am Ende der Brücke befand sich ein starker Zwinger (lettisch Cvingers). Die Burg selbst bestand aus einer Hauptburg (80 × 65 m) und einer südlichen Vorburg (80 × 90 m). Das Konventshaus hatte eine beinahe quadratische Form. Der Burgbergring war mit acht Türmen verstärkt. Das Mauersystem der Vorburg wurde teilweise zur selben Zeit wie das Konventshaus gebaut, wesentliche Teile des Vorwerks stammen aber von Anfang des 16. Jahrhunderts.
Der Südturm der Burg wurde bis 2020 restauriert und wird seitdem für kulturelle Zwecke genutzt.

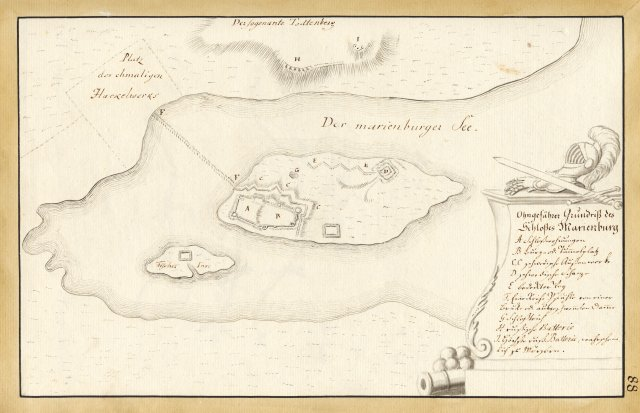
Burg von Aluksne auf der Seeinsel (aus der Sammlung Broce)
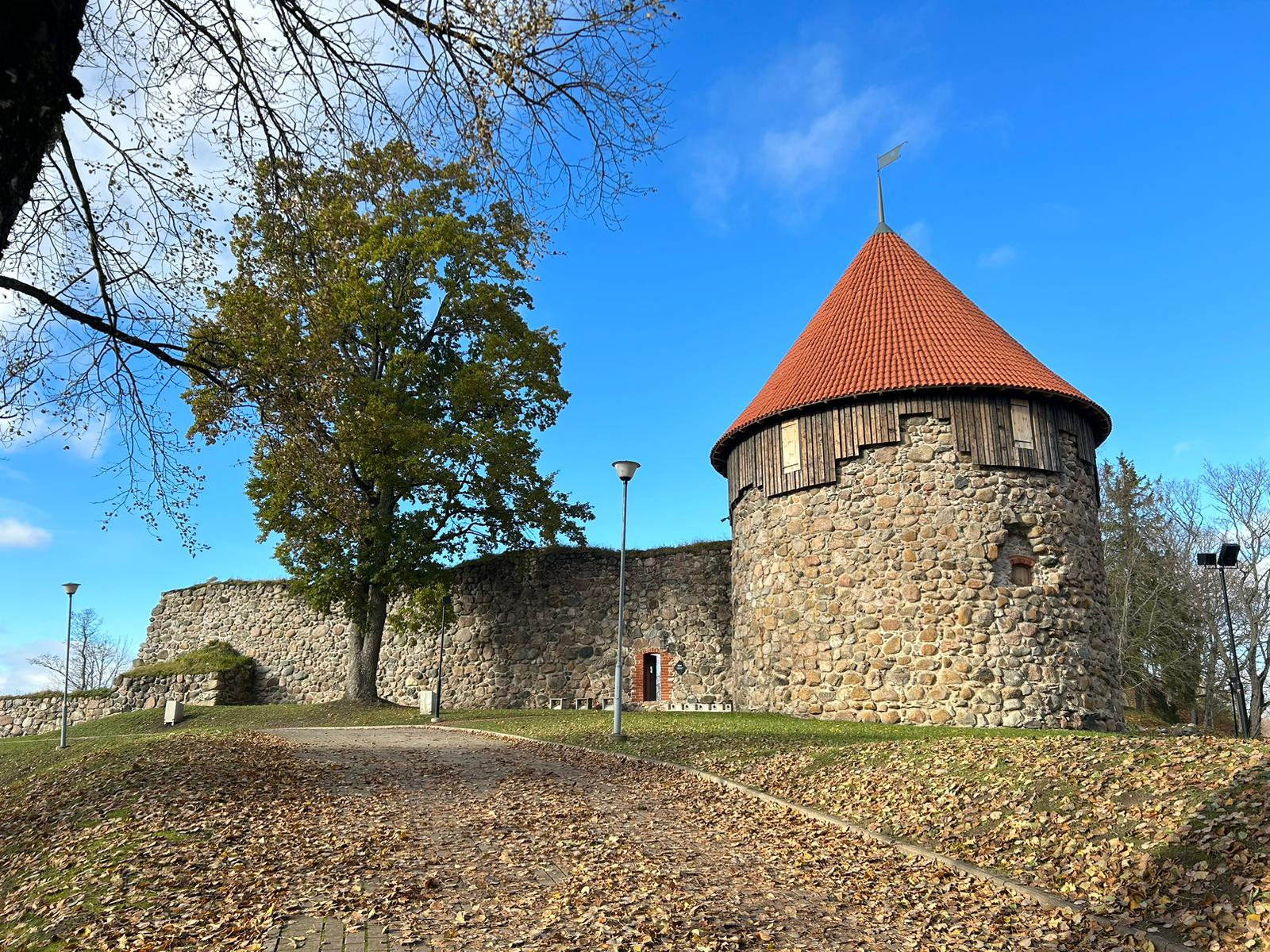
Südturm
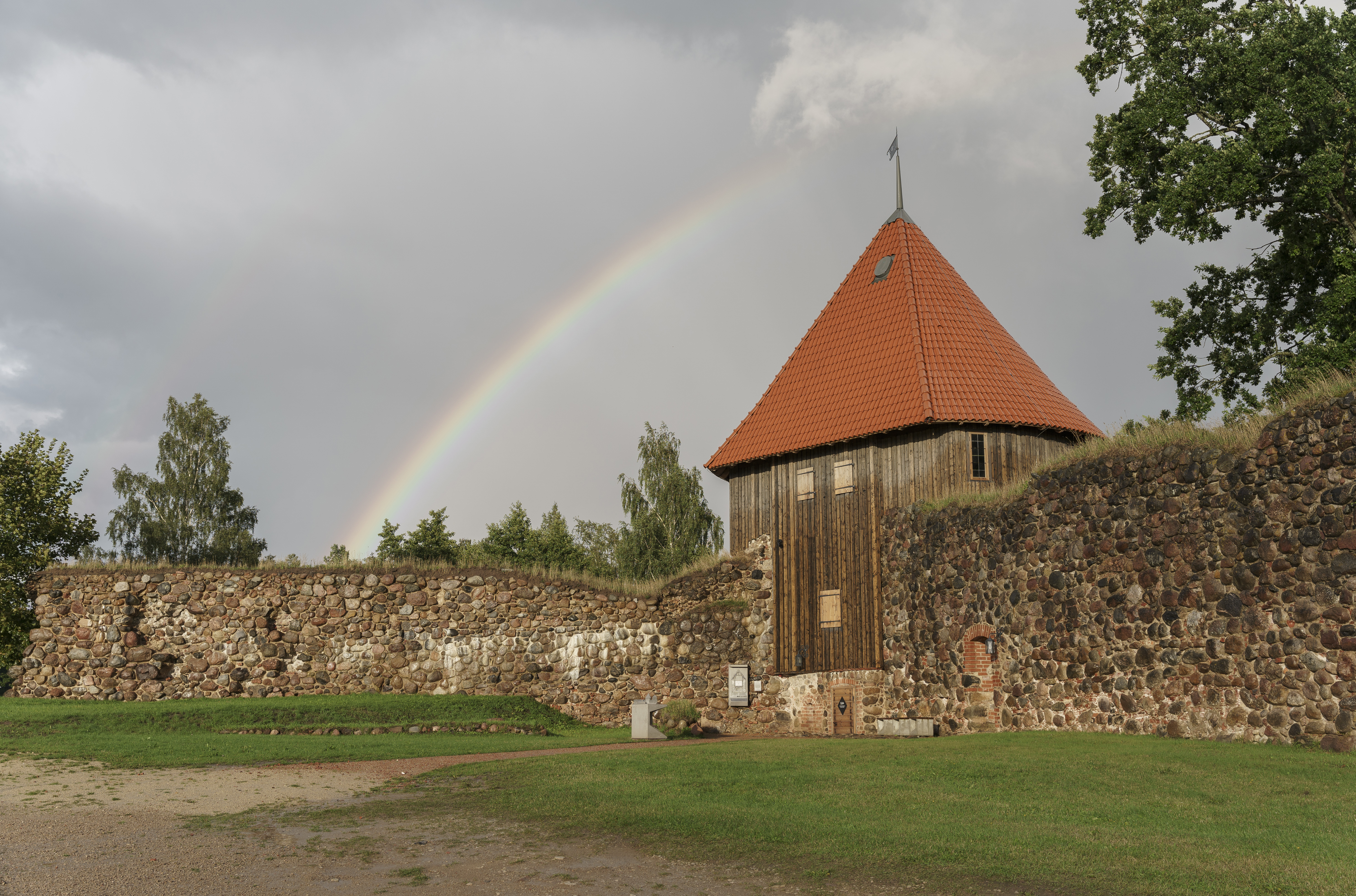
Befestigungsmauer und Südturm Innenseite